# Anzá
Anzá è un comune della Colombia facente parte del dipartimento di Antioquia.
Il centro abitato venne fondato da Jorge Robledo nel 1757, mentre l'istituzione del comune è del 1813.